# Rhaebobates latifrons
Rhaebobates latifrons là một loài nhện trong họ Thomisidae.
Loài này thuộc chi Rhaebobates. Rhaebobates latifrons được Wladislaus Kulczynski miêu tả năm 1911.